# بيت سيدم (الرضمة)

تعديل مصدري - تعديل

بيت سيدم هي إحدى قرى عزلة أزال بمديرية الرضمة التابعة لمحافظة إب، بلغ تعداد سكانها 276 نسمة حسب تعداد اليمن لعام 2004.
تقع قرية بيت سيدم في الجنوب الغربي من مدينة يريم وتقع على بعد 10 كم تقريبا إلى الشمال من مدينة دمت، وهي تابعة إداريا لمديرية الرضمة في محافظة إب. وهي ضمن التقسيم القبلي تابعة لـ مخلاف عمار عزلة آزال. ويحدها من الشمال جبل المقام ومن الغرب قرية هجارة واضمدة ومن الشرق قرية بيت بدر، ومن الجنوب جبل الشعر وقرى الغيليين وبيت سيدم من القرى الجميلة التي حباها الله بموقع رائع يتميز بالهدوء والجمال حيث ان القرية تطل على وادي بيت سيدم الأخضر الذي يشقه سيل العموري وهي تقع بتلة مرتفعة قليلا عن الوادي مما يتيح للمشاهد رؤية واسعه للوادي والجبل بالاوانها الخضراء الزاهية ويضم بيت سيدم وادي زراعي كبير خصب ينتج الكثير من أنواع المحاصيل الزراعية كالقمح والذرة بانواعها والخضروات والبقوليات وغيرها وتمتاز المناطق المحيطة بالقرية بالتنوع الطبيعي الرائع من الاعشاب الخضراء والكثير منها يستخدم في الطب الشعبي وغيرة ويعمل معظم ساكني قرية بيت سيدم بالزراعة والرعي.